# Партия регионов Молдовы
Па́ртия регио́нов Молдо́вы (рум. Partidul Regiunilor din Moldova) — левоцентристская политическая партия в Республике Молдова. Образована 23 сентября 2011 года.

## Политический Совет
- Александр Калинин — председатель Партии регионов Молдовы
- Ефросиния Гыштемулте — первый вице-председатель ПРМ
- Павел Калинин — вице-председатель ПРМ
- Ирина Смирнова — вице-председатель, руководитель Территориальной организации ПРМ г.Бельцы
- Николай Терзи — вице-председатель ПРМ

## История

### Создание Партии регионов Молдовы (ПРМ)
21 декабря 2011 года инициативная группа во главе с башканом Гагаузии Михаилом Формузалом объявила об учреждении Партии регионов Молдовы. В состав инициативной группы также входили Николае Главан, Федор Сабий, Валерий Яниогло и Владислав Русу. Лидер нового политформирования Михаил Формузал заявил, что цель ПРМ — сплочение молдавского общества, создание условий для развития экономики и повышение благосостояния людей. Кроме того, формирование выступает за присвоение русскому языку статуса второго государственного языка, избрание президента в ходе прямого общенародного голосования, сохранение нейтралитета РМ и реинтеграцию страны путем федерализации.

### II съезд ПРМ 12 октября 2013 года
Съезд призвал территориальные организации усилить агитационную и разъяснительную работу с населением, продолжить выпуск «Газеты Регионов», а также провести до конца весны 2014 года районные конференции с целью определения кандидатур для их включения в избирательный список Партии регионов. В ходе съезда партия поставила перед собой задачу разработать стратегию участия в парламентских выборах, сохранить и упрочить сотрудничество с другими идеологически близкими партиями и общественными движениями для того, чтобы в ходе будущих выборов пройти в состав законодательного форума. Кроме того, делегаты съезда постановили официально создать Молодежную организацию ПРМ.
Делегаты единогласно переизбрали Михаила Формузала на должность председателя партии и избрали новых членов в состав Национального совета ПРМ. В ходе съезда было принято Обращение к гражданам Республики Молдова с призывом объявить на следующих парламентских выборах тотальный бойкот всем нынешним парламентским партиям.
По утверждениям организаторов, в съезде приняли участие 469 делегатов, которые представляли все районы страны.

### III съезд ПРМ 20 февраля 2016 года
20 февраля 2016 года по итогам III съезда Партии Регионов Молдовы (ПРМ), который прошел  в Кишиневе, делегатами из всех районов страны было принято решение об избрании на должность Председателя Партии Регионов общественно-политического деятеля, руководителя Конгресса Молдавских Диаспор, Калинина Александра Валериевича. Новоизбранный Председатель Партии Александр Калинин успешно возглавляет Конгресс Молдавских Диаспор, является членом Совета по Делам Национальностей и руководителем мультифункционального центра «Дом Мигранта» в городе Москве, ведет широкую общественную деятельность в сфере миграционной , а также выступает в качестве правозащитника и эксперта в миграционном законодательстве. В свою очередь Партия регионов Молдовы, образованная на учредительном съезде 23 сентября 2011 года, базируется на принципах демократической идеологии, в которой сочетаются традиционные духовные ценности народа Республики Молдова, идеи свободы личности, социальной справедливости и укрепления государственности страны. Целью партии является построение общества, в котором будут созданы необходимые условия для органичного сочетания труда, знания, таланта человека, а также возможностей для самореализации каждого гражданина. По утверждению членов Партии, ПРМ объединяет в своих рядах новых, незапятнавших себя в молдавской  лидеров. Приход к власти позволит Партии не только обеспечить представительство интересов регионов на государственном уровне, но и привнесёт «свежую кровь» в молдавскую политику.

### Последующие события
28 ноября 2023 года указом президента Молдавии Майи Санду Александр Калинин был лишён молдавского гражданства как лицо, совершившее особо тяжкое деяние, нанесшее значительный ущерб государству. К тому моменту Калинин находился под международными санкциями ЕС и Канады.

## Результаты на выборах
- На парламентских выборах 30 ноября 2014 Партия регионов Молдовы участвовала в составе Избирательного блока «Выбор Молдовы - Таможенный союз». В результате блок получил получила 3,45 % голосов избирателей, и не смог преодолеть порог в 9%.
- На всеобщих местных выборах 2015 года Партия регионов Молдовы участвовала самостоятельно.
  - Муниципальные и районные советы — 0,03 % голосов.
  - Городские и сельские советы — 0,08 % голосов и 6 мандатов.
  - Никто не был избран на должность примара.